# Abrostola congolensis
Abrostola congolensis là một loài bướm đêm trong họ Noctuidae.